# Thomas George Montgomerie
Thomas George Montgomerie, 1830 - 1878. Participó en el Gran Proyecto de Topografía Trigonométrica de la India como teniente ingeniero real en los años 1850. Fue la persona que dio nombre al K2, la segunda montaña más alta del mundo, donde la «K» hacia referencia al Karakórum, cordillera en la que se encuentra la montaña. A pesar de que el pico fue llamado, también, Godwin-Austen en honor al responsable del proyecto en ese momento, la denominación «K2» se ha convertido en el nombre más comúnmente usado de la montaña, y, hoy en día, es el nombre oficial.
A pesar de que le fue negado frecuentemente el acceso a la zona y, por tanto, a observar la montaña a corta distancia, el trabajo llevado a cabo en el siglo XIX por Montgomerie ha demostrado ser de una gran precisión. Las altitudes que calculó de las cumbres más importantes están muy cerca de las mediciones realizadas en la actualidad, con unos medios tecnológicos infinitamente superiores.
Posteriormente, estuvo involucrado en los intentos de extender la exploración general de India en el Tíbet. El Tíbet no era parte del Imperio británico y estaba cerrado a los extranjeros, así que empleó y entrenó a indios, que entraron en el Tíbet disfrazados como tibetanos viajeros.